# Agluona (přítok Vadakstisu)
Agluona nebo také Egluona je řeka na západě Litvy, v Žemaitsku, levý přítok řeky Vadakstis. Pramení na jižním okraji okresního města Naujoji Akmenė, teče zpočátku západním směrem, podtéká pod silnicí č. 156 Naujoji Akmenė – Akmenė – Venta, dále kolem severního okraje obce Stipirkiai, kde se stáčí severovýchodním směrem, míjí z jihu ves Gaudžiočiai, za soutokem s řekou Žaras je vpravo od řeky památník Kęstutisovi. Před městysem Kivyliai se zprava vlévá Vėžupis, u jejího jižního okraje zleva řeka Paislė, od které se začíná vzdouvat rybník Kivylių tvenkinys, jehož hráz je až u vsi Kesiai. Plocha takto vzniklého rybníka je 1,3 ha. Do něj zleva přitékají Molupis a Kirgas. Do řeky Vadakstis se vlévá 36 km od jejího ústí do řeky Venta. Průměrný spád je 68 cm/km. Šířka údolí je v horním toku 30 - 50 m, v dolním toku 60 - 100 m. V dolním toku je přehrazena, protéká rybníkem Kivylių tvenkinys.

## Přítoky
Levé:
| Hydrologické pořadí | Řeka      | Délka (km) | Povodí (km²) | Vzdálenost od ústí (km) | Ústí kde | Koordináty ústí |
| ------------------- | --------- | ---------- | ------------ | ----------------------- | -------- | --------------- |
| 30011182            | Bradaulis | 12,4       | 25,6         | 12,7                    |          |                 |
| 30011185            | Kališupis | 8,1        | 8,3          | 11,7                    |          |                 |
| 30011187            | A – 1     | 3,8        | 2,8          | 11,1                    |          |                 |
| 30011198            | Paislė    | 11,3       | 24,7         | 5,4                     |          |                 |
| 30011214            | Molupis   | 11,0       | 10,5         | 2,6                     |          |                 |
| 30011215            | Kirgas    | 9,0        | 15,0         | 1,2                     | Leckava  |                 |
| 30011217            | Sertupis  | 3,0        | 2,8          | 0,2                     | Leckava  |                 |

Pravé:
| Hydrologické pořadí | Řeka    | Délka (km) | Povodí (km²) | Vzdálenost od ústí (km) | Ústí kde | Koordináty ústí |
| ------------------- | ------- | ---------- | ------------ | ----------------------- | -------- | --------------- |
| 30011186            | Alsa    | 2,7        | 3,2          | 11,2                    |          |                 |
| 30011188            | Žaras   | 14,1       | 42,0         | 10,8                    |          |                 |
| 30011196            | Vėžupis | 15,6       | 14,8         | 6,3                     |          |                 |
| 30011213            | Pipiris | 2,8        | 2,7          | 4,0                     |          |                 |

## Původ názvu
O jazykových souvislostech sledujte část rozcestníku Původ názvu.